# Pismo Beach (Kalifornija)
Pismo Beach je grad u američkoj saveznoj državi Kalifornija. Prema popisu stanovništva iz 2010. u njemu je živjelo 7.655 stanovnika.